# Missa de Coroação (Mozart)
A Krönungsmesse (Alemão para Missa de Coroação), é a 15ª Missa composta por Wolfgang Amadeus Mozart, e é uma das mais populares, entre as suas missas. Assim como a maioria das missas de Mozart, a Missa de Coroação é uma missa brevis (missa curta), composta em Dó Maior, e seu número no Catálogo Köchel é K. 317.

## História

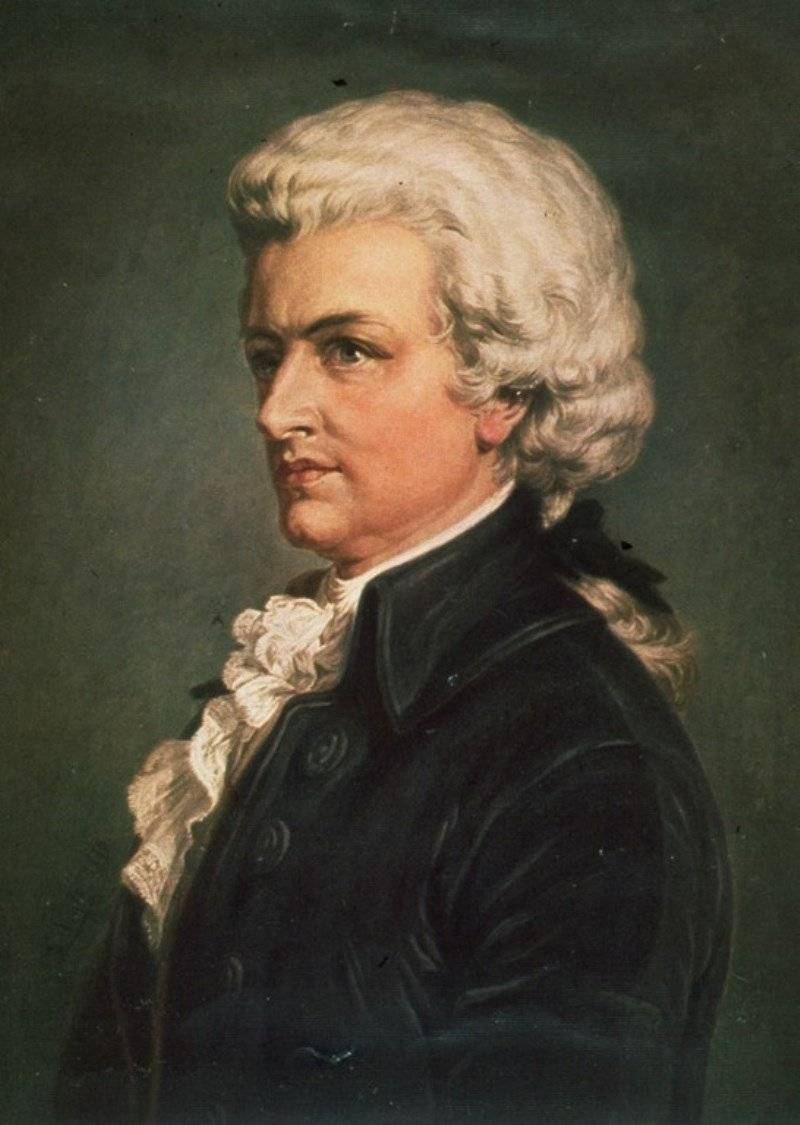
Wolfgang Amadeus Mozart

A Missa em Dó Maior foi completada em 23 de Março de 1779 em Salzburgo. Mozart acabara de voltar de trabalhos inúteis em Paris e Manheim, e seu pai, Leopold, prontamente conseguiu conseguiu para ele um emprego como organista e compositor na Catedral de Salzburgo. Muito provavelmente, a Missa foi tocada pela primeira vez ali (Catedral de Salzburgo) no Domingo de Páscoa, 4 de abril de 1779. Diferentemente de uma crença popular, a Missa não foi feita para a Igreja de Maria Plain, perto de Salzburgo.
A Missa K. 317 aparenta ter recebido seu apelido (Missa de Coroação) na Corte Imperial, em Viena, no início do século XIX, depois de se tornar a música preferida para coroações imperiais e reais, assim como ações de graças. Possivelmente, foi tocada nas coroações de Leopoldo II, em 1790, e de Francisco I, em 1792, mas de acordo com algumas fontes, é improvável.
Referências musicais à Missa de Coroação aparecem no Segundo Movimento (Adagio) da Sinfonia N.º 98 e na Harmoniemesse do compositor contemporâneo de Mozart, Joseph Haydn.
A Missa foi tocada em um contexto litúrgico (acompanhou de fato uma missa) na Basílica de São Pedro no Vaticano em 29 de junho de 1985, em uma missa rezada pelo Papa João Paulo II e regida pelo maestro Herbert von Karajan, conduzindo a Orquestra Filarmônica de Viena, a Sociedade de Canto de Viena e  o Pontifício Coral da Capela Sistina.

## Estrutura
1. Kyrie
2. Gloria
3. Credo
4. Sanctus
5. Benedictus (seção comumente separada do Sanctus)
6. Agnus Dei

A obra foi composta para coral e solistas SATB, 2 violinos, 2 oboés, 2 trompas, tímpano, 3 trombones (que reforçam o alto, o tenor e o baixo) e órgão. É de se notar a ausência de violas, tipicamente utilizadas em músicas compostas em Salzburgo, e o nome vago "baixos" para a pauta compartilhada por órgão, fagote (somente no Credo), violoncelo e contrabaixo, também encontra-se nos manuscritos, o termo "violone",que pode se referir a um baixo de 16 polegadas, mas também usado para a viola da braccio de 8 polegadas.
Tanto o Kyrie, como a Gloria e o Credo, se iniciam com um ritmo envolvente, o contraste dos solistas com o coral, muitas vezes como quarteto, como exemplo, temos o Adagio central do Credo em "Et incarnatus est", e o surpreendente retorno do Benedictus, mesmo depois de o coral já ter cantado a Hosana.
Algumas pausas refletem aquilo que está acontecendo na Missa naquele momento, como por exemplo, durante o "incarnatus", ajoelha-se em respeito à encarnação de Cristo, explicando assim a pausa que há neste momento, assim como apenas o primeiro verso do Sanctus é cantado antes da Consagração, o Benedictus deve ser cantado apenas depois, segundo o a estrutura da Missa, por isso, os versos do Sanctus frequentemente aparecem como dois movimentos separados nas missas, embora tenham o mesmo tema.
O solo do Agnus Dei apresenta melodias similares à "Dove sono", uma ária de Le nozze di Figaro.

## Ligações Externas
- Missa in C KV 317: Score and critical report (in German) in the Neue Mozart-Ausgabe
- Free scores of the Coronation Mass, KV 317 in the Choral Public Domain Library (ChoralWiki)
- Mass in C major, K.317: Scores at the International Music Score Library Project (IMSLP)
- Download in OGG format (Creative Commons Licence)